# Pholiderpeton
Pholiderpeton is een geslacht van uitgestorven embolomere amfibieën dat leefde in het Laat-Carboon (Bashkirien) van Engeland. Het geslacht werd voor het eerst benoemd door Thomas Henry Huxley in 1869 om de soort Pholiderpeton scutigerum te omvatten, gebaseerd op holotype BRMFS NS 111-81, de ongearticuleerde voorste helft van een skelet dat werd ontdekt in de buurt van Bradford, Yorkshire. Bijbehorend fossiel hout suggereert dat dit exemplaar stierf in een Lepidodendron-boomstam.
De geslachtsnaam is afgeleid van het Grieks pholis, 'hoornschub', en herpeton, 'kruipend dier'. De soortaanduiding betekent 'schilddrager' in het Latijn.
In 1958 benoemde Alfred Romer een Pholiderpeton bretonense, gebaseerd op holottype MCZ 2772, een onderkaak.
In 1987 suggereerde Jennifer A. Clack dat een ander embolomeer, Eogyrinus attheyi uit Newsham, Northumberland, tot hetzelfde geslacht behoorde als Pholiderpeton. Deze soort is gebaseerd op het holotype NEWHM: G013.71. Ze bracht het geslacht Eogyrinus onder in Pholiderpeton en creëerde de nieuwe combinatie Pholiderpeton attheyi. De anatomie van Eogyrinus attheyi is in detail beschreven door A.L. Panchen. Sommige fylogenetische analyses, zoals die van Marcello Ruta & Michael Coates (2007) en David Marjanović & Michel Laurin (2019), hebben betoogd dat Pholiderpeton scutigerum en Eogyrinus attheyi niet nauw verwant waren aan elkaar. Geen van beide publicaties herstelde echter het geslacht Eogyrinus.
Pholiderpeton scutigerum was gemeten tweehonderd centimeter lang, terwijl exemplaren van Pholiderpeton attheyi tot vierhonderdzestig centimeter konden halen. De laatste soort was dus een van de grootste tetrapoden uit het Carboon, en misschien wel een van de grootste van zijn familie de Eogyrinidae.